# Trachelyopterus striatulus
Trachelyopterus striatulus és una espècie de peix de la família dels auqueniptèrids i de l'ordre dels siluriformes.

## Distribució geogràfica
Es troba a Sud-amèrica: rius costaners del sud-est del Brasil i a l'Argentina.